# Grey DeLisle
Grey DeLisle (Fort Ord (Californië), 24 augustus 1973) is een Amerikaanse zangeres, liedschrijver, comédienne en stemactrice.

## Levensloop
Haar moeder was zangeres en muzikante, haar vader een chauffeur die van countrymuziek hield. Later zou dit de basis blijken voor haar carrière als volwassene. Op latere leeftijd scheidden haar ouders en Grey bleef bij haar moeder die een drug- en alcoholprobleem ontwikkelde. Nadat haar moeder was afgekickt en een aanhangster van de pinkstergemeente was geworden, vertrok Grey naar haar grootmoeder, een zangeres die nog met Tito Puente heeft samengewerkt.
Toen Grey nog in haar tienerjaren zat, vertrok ze naar Los Angeles. Daar begon ze te werken in een klein theater en probeerde ze stand-upcomedy uit. Hierdoor kwam haar talent stemmen na te doen naar boven. Al snel verdiende ze hiermee haar brood. Inmiddels heeft ze in meer dan 200 films en videogames haar stemkunsten laten horen.
Grey sprak onder andere de volgende stemmen in:
- Avatar: The Last Airbender: Princes Azula
- Batman: Arkham-games: Catwoman, Vicki Vale
- Codename: Kids Next Door: Lizzy
- De Grimmige Avonturen van Billy en Mandy: Mandy
- Star Wars: The Clone Wars: Padmé Amidala
- Diablo III: Female Wizard

Ondertussen deed Grey nog veel aan muziek. Ze zong bijvoorbeeld eind jaren negentig in de vrouwenpunkband Side Saddle.

## Albums
- The Small Time, 2000
- Homewrecker, 2002
- Bootlegger, vol 1, 2003 (live-album)
- Gracefull Ghost, 2004
- Iron Flowers, 2005

- Biblioteca Nacional de España: XX4815864
- Bibliothèque nationale de France: cb14170613b (data)
- Gemeinsame Normdatei: 1083040480
- International Standard Name Identifier: 0000 0003 6464 8802
- Library of Congress Control Number: no2004105204
- MusicBrainz: 866d2548-ec0f-4f77-8230-1975b9f737f9
- Nationale Bibliotheek van Polen: a0000002203699
- Nederlandse Thesaurus van Auteursnamen: 338234071
- Système universitaire de documentation: 254639976
- Virtual International Authority File: 228363589
- WorldCat: E39PBJdx4J68yf3PGPrhRtGfv3